# Dustin Boyer

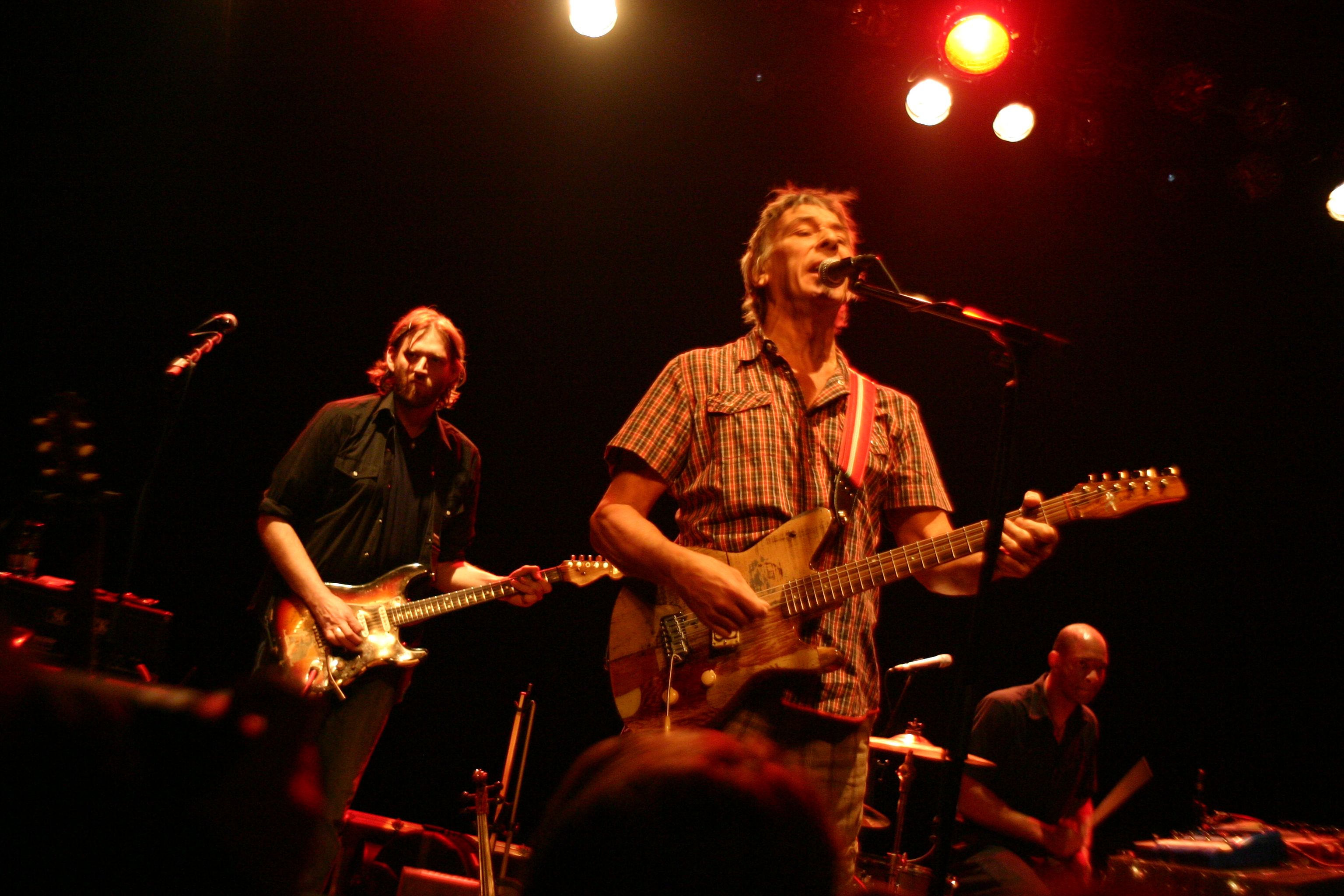
Dustin Boyer, John Cale a Michael Jerome v Praze (2006)

Dustin Boyer je americký rockový kytarista a zpěvák působící v Los Angeles. Je dlouholetým spolupracovníkem velšského hudebníka Johna Calea, s nímž během dvou desítek let nahrál řadu alb a odehrál stovky koncertů. Spolupracoval s mnoha dalšími hudebníky, mezi které patří například kytarista Michael Landau či zpěvačky Jennifer Love Hewittová a Michelle Branch. Byl frontmanem skupiny Descanso a později The Dusty Meadows Band, rovněž vydal několik sólových alb jak pod svým vlastním jménem, tak i pod pseudonymem Spanky Davis.

## Kariéra
Pochází z jihokalifornského města El Cajon. Po dokončení středoškolského vzdělání studoval na CalArts. Hudbě se věnoval již na střední škole. Hrál ve skapunkové kapele Turkey Mallet, která v roce 1996 vydala album Chiaroscuro. Ve skupině působil také jeho bratr Trevor Boyer (bicí). Ten s ním hrál i v triu Descanso, které vydalo tři studiová alba a vystupovalo v animovaném televizním seriálu X-Men: Evolution. Spolupracoval s různými zpěvačkami, jako jsou například Macy Gray, Jennifer Love Hewittová a Rosey. Od roku 2005 blízce spolupracuje s velšským hudebníkem Johnem Calem, se kterým nahrál například alba Black Acetate (2005), Shifty Adventures in Nookie Wood (2012) a Mercy (2023). Dále hrál v Calem složené hudbě k filmům Un été brûlant (2011) a Paul Sanchez est revenu! (2018). Rovněž vystupoval v jeho videoklipu k písni „Catastrofuk“ (píseň pochází z EP Extra Playful). S Calem také vystupoval v televizních pořadech Later... with Jools Holland a Late Night with Jimmy Fallon.
Často vystupuje s kytaristou Michaelem Landauem a rovněž se podílel na albu jeho skupiny Renegade Creation nazvaném Bullet, na které přispěl doprovodnými vokály. Dále je frontmanem skupiny The Dusty Meadows Band, s níž vydal několik alb. Své první sólové album nazvané Fun for Mentals vydal v lednu 2007 u vydavatelství Soop Records, což je jeho vlastní společnost. Druhé nazvané Hell's Not Her následovalo v květnu 2009. Rovněž nahrál několik dalších vlastních alb pod různými jmény (například projekt Spanky Davis). Dále například hrál se zpěvačkou Michelle Branch. Jeho píseň „Pretend“ byla v roce 2014 použita ve filmu 3 dny na zabití.
Jako producent se podílel například na albu Come and Go (2005) kapely Shinebox. Také produkoval a hrál na albu Sweet Bird of Youth (2016) od Richarda Jamese Simpsona.

## Diskografie

### Sólová
| Rok  | Název               |
| ---- | ------------------- |
| 2007 | Fun for Mentals     |
| 2009 | Hell's Not Her      |
| 2015 | Cahuenga Gardens    |
| 2017 | Love Joy Death (EP) |
| 2022 | Devotion (EP)       |

### Ostatní
| Rok  | Název                                         | Interpret               | Příspěvek |
| ---- | --------------------------------------------- | ----------------------- | --- |
| 1994 | CalArts Jazz 1994                             | různí interpreti        | kytara |
| 1996 | Chiaroscuro                                   | Turkey Mallet           | kytara |
| 1996 | Reggae Passover                               | Alan Eder and Friends   | kytara |
| 1999 | Reggae Chanukah                               | Alan Eder and Friends   | kytara |
| 2001 | The Id                                        | Macy Gray               | kytara |
| 2001 | Maclovia                                      | Maclovia Martel         | |
| 2002 | Dirty Child                                   | Rosey                   | kytara |
| 2002 | BareNaked                                     | Jennifer Love Hewittová | kytara, aranžmá |
| 2003 | Descanso                                      | Descanso                | |
| 2004 | Ugly on the Inside                            | Descanso                | |
| 2005 | Shiva Machine                                 | Girish                  | kytara |
| 2005 | Sunday Drivers                                | Descanso                | |
| 2005 | Black Acetate                                 | John Cale               | kytara, doprovodné vokály                                                                                                |
| 2005 | Come and Go                                   | Shinebox                | kytara, produkce |
| 2007 | Long Live Me                                  | The Screamin' Lords     | kytara, nahrávání |
| 2007 | Circus Live                                   | John Cale               | kytara, doprovodné vokály                                                                                                |
| 2007 | Contest Popularity                            | The Fizzies             | |
| 2008 | The Great Divide                              | Camille Bright-Smith    | |
| 2008 | Journey to the Center of No Mind              | Spanky Davis            | |
| 2010 | Believe in Yourself                           | The Dusty Meadows Band  | |
| 2010 | Renegade Creation                             | Renegade Creation       | doprovodné vokály |
| 2010 | Spanky                                        | Spanky Davis            | |
| 2010 | Two Thousand Twenty                           | Spanky Davis            | |
| 2011 | Extra Playful                                 | John Cale               | kytara, syntezátory, doprovodné vokály, nahrávání                                                                        |
| 2012 | Shifty Adventures in Nookie Wood              | John Cale               | kytara, syntezátor, tambo, hluky, hluky, doprovodné vokály, pomocný producent, mixing                                    |
| 2012 | Tapes in the Addict                           | The Dusty Meadows Band  | |
| 2014 | The Abominal Bad Seed and Spiritual Companion | The Dusty Meadows Band  | |
| 2015 | 6 String Theory                               | Glossop                 | |
| 2016 | M:FANS                                        | John Cale               | kytara, kytarový syntezátor, baskytara, smyčky, programování, bicí automat, programování bicích, bicí, nahrávání, mixing |
| 2016 | Fragments of a Rainy Season                   | John Cale               | zvukový inženýr |
| 2016 | Halloween Celebration                         | The Dusty Meadows Band  | |
| 2016 | Sweet Bird of Youth                           | Richard James Simpson   | baskytara, bicí, klávesy, zvuky, produkce                                                                                |
| 2018 | Celadon                                       | Bonsai Boulevard        | kytara, produkce |
| 2018 | IV                                            | Bonsai Boulevard        | kytara, produkce |
| 2019 | Deep Dream                                    | Richard James Simpson   | baskytara, syntezátor |
| 2020 | Park in Rear Live @ The Baked Potato          | The Dusty Meadows Band  | zpěv, kytara |
| 2020 | Holiday Celebration                           | The Dusty Meadows Band  | |
| 2021 | Sugar the Pill                                | Richard James Simpson   | baskytara, bicí, kytara, syntezátor                                                                                      |
| 2021 | 3 of 3 EP                                     | Spanky Davis            | |
| 2022 | Run Into the Arrows                           | Shannon Hudson          | kytara, další nástroje                                                                                                   |
| 2022 | The Bird Brain EP                             | The Bird Brain          | mastering |
| 2023 | Mercy                                         | John Cale               | kytara, baskytara, hluky, doprovodné vokály, nahrávání, mixing                                                           |
| 2023 | Red Star Studio                               | The Dusty Meadows Band  | |
| 2023 | Remy                                          | The Dusty Meadows Band  | zpěv, kytara, mixing, mastering                                                                                          |
| 2023 | Pete Griffin and His Lab Rats                 | Pete Griffin            | mastering |
| 2024 | El Medio 1967 EP                              | The Dusty Meadows Band  | |
| 2024 | POPtical Illusion                             | John Cale               | kytara, hluky, nahrávání                                                                                                 |
| 2024 | Paris 1919                                    | John Cale               | zvukový inženýr |
| 2025 | Mixology (Volume 1)                           | John Cale               | kytara, nahrávání |